# Río Arauca
Der Río Arauca ist ein Nebenfluss des Orinoco im nördlichen Südamerika.

## Verlauf
Der Fluss entspringt in den Anden (Páramo del Almorzadero) im nördlich-zentralen Gebiet von Kolumbien in 4.100 Meter Höhe. Der Arauca fließt in östlicher Richtung in den Orinoco in Venezuela. Teile des Flusslaufs bilden die Grenze zwischen Kolumbien und Venezuela. Die Länge des Arauca beträgt rund 1050 km.

## Einzugsgebiet und Schiffbarkeit
Das sehr schmale und lang gestreckte Einzugsgebiet des Arauca beträgt rund 34.000 km². Rund 80 Prozent des Flusses verläuft durch die savannenartigen Schwemmlandebenen (Llanos de la Orinoquia) und ist mit kleinen Booten schiffbar.

## Orte am Río Arauca
Am Fluss liegen unter anderem die Orte Arauca in Kolumbien und gegenüber El Amparo de Apure in Venezuela. Die internationale Brücke José Antonio Páez verbindet beide Länder an dieser Stelle.